# Baltimore Colts 1957
La stagione 1957 dei Baltimore Colts è stata la quinta della franchigia nella National Football League. Sotto la direzione del capo-allenatore al quarto anno Weeb Ewbank, la squadra vinse due partite in più dell'anno precedente, concludendo con un record di 7-5 e terminando al terzo posto della Western Conference.
Con due gare da disputare, Baltimore (7–3) si trovava al primo posto con una gara di vantaggio, ma fu sconfitta nelle ultime due partite.
Questa fu la prima stagione in cui i Colts portarono il loro tipico ferro di cavallo stampato nel casco, in uso ancora oggi.

## Calendario
| Stagione regolare |              |                        |           |        |                               |          |
| Turno             | Data         | Avversario             | Risultato | Record | Stadio                        | Pubblico |
| 1                 | 29 settembre | Detroit Lions          | V 34–14   | 1–0    | Memorial Stadium              | 40,112   |
| 2                 | 5 ottobre    | Chicago Bears          | V 21–10   | 2–0    | Memorial Stadium              | 46,558   |
| 3                 | 13 ottobre   | at Green Bay Packers   | V 45–17   | 3–0    | Milwaukee County Stadium      | 26,322   |
| 4                 | 20 ottobre   | at Detroit Lions       | S 27–31   | 3–1    | Briggs Stadium                | 55,764   |
| 5                 | 27 ottobre   | Green Bay Packers      | S 21–24   | 3–2    | Memorial Stadium              | 48,510   |
| 6                 | 3 novembre   | Pittsburgh Steelers    | S 13–19   | 3–3    | Memorial Stadium              | 42,575   |
| 7                 | 10 novembre  | at Washington Redskins | V 21–17   | 4–3    | Griffith Stadium              | 33,149   |
| 8                 | 17 novembre  | at Chicago Bears       | V 29–14   | 5–3    | Wrigley Field                 | 47,168   |
| 9                 | 24 novembre  | San Francisco 49ers    | V 27–21   | 6–3    | Memorial Stadium              | 50,073   |
| 10                | 1º dicembre  | Los Angeles Rams       | V 31–14   | 7–3    | Memorial Stadium              | 52,060   |
| 11                | 8 dicembre   | at San Francisco 49ers | S 13–17   | 7–4    | Kezar Stadium                 | 59,950   |
| 12                | 15 dicembre  | at Los Angeles Rams    | S 21–37   | 7–5    | Los Angeles Memorial Coliseum | 52,560   |

## Classifiche
| NFL Western Conference |   |   |   |      |      |     |     |     |
|                        | V | S | P | %    | CONF | PF  | PS  | STR |
| Detroit Lions          | 8 | 4 | 0 | .667 | 6–4  | 251 | 231 | V3  |
| San Francisco 49ers    | 8 | 4 | 0 | .667 | 7–3  | 260 | 264 | V3  |
| Baltimore Colts        | 7 | 5 | 0 | .583 | 6–4  | 303 | 235 | S2  |
| Los Angeles Rams       | 6 | 6 | 0 | .500 | 5–5  | 307 | 278 | V2  |
| Chicago Bears          | 5 | 7 | 0 | .417 | 4–6  | 203 | 211 | S1  |
| Green Bay Packers      | 3 | 9 | 0 | .250 | 2–8  | 218 | 311 | S3  |

Nota: I pareggi non venivano conteggiati ai fini della classifica fino al 1972.